# Шаповалов, Валерий Валерьевич
Валерий Валерьевич Шаповалов (укр. Валерій Валерійович Шаповалов; род. 27 августа 1976, Одесса) — украинский футболист и тренер.

## Игровая карьера
В футбол начинал играть в родной Одессе. С 1993 по 1995 год выступал в одесских командах СК «Одесса» и «Динамо-СКА». В 1996 году перешёл в днепропетровский «Днепр», где 26 октября того же года в игре против тернопольской «Нивы» дебютировал в высшей лиге. Не сумев стать игроком основного состава «днепрян», Шаповалов продолжил карьеру в других командах высшего дивизиона: «Звезда», «Кривбасс», «Металлург» (Запорожье). Всего в высшей лиге чемпионата Украины провёл 75 игр, всего на профессиональном уровне провел за украинские клубы 241 матч и забил 24 гола.
С 2003 по 2007 годы (с перерывом: 2004 — «Белшина») играл в Казахстане в командах «Ордабасы» и «Окжетпес». В Супер-лиге провёл 104 матча, забил 7 голов.
В 2008 году завершил карьеру игрока.

## Тренерская карьера
В 2009 году работал в тренерском штабе Эдуарда Глазунова в команде «Окжетпес». С августа 2009 года, после смещения Глазунова, возглавлял эту команду в качестве и. о. главного тренера. На этой должности проработал до декабря того же года, когда тренером команды был назначен Сергей Герасимец. В 2015 году был назначен помощником главного тренера кировоградской «Звезды», где проработал до августа 2016 года. Затем продолжил работу на посту помощника Сергея Лавриненко в петровском «Ингульце». В 2023 году возглавил возобновивший выступления «Тростянец».
С 2025 года — ассистент Сергея Пучкова в сборной Кыргызстана (до 20 лет).

## Достижения

### В качестве тренера
- Победитель Первой лиги Украины: 2015/16